# Sten-Åke Axelson
Sten-Åke Axelson (* 13. Juni 1906 in Malmö; † 15. März 1988) war ein schwedischer Dirigent. Er war mit der schwedischen Sängerin und Schauspielerin Ruth Moberg verheiratet.

## Leben und Werk
Sten-Åke Axelson studierte in Berlin bei Friedrich Ernst Koch (1923–1924), Paris (1924–1925), Amsterdam und am Stockholm Konservatorium (1932–1936).
Von 1933 bis 1947 wirkte er als Kapellmeister der Königlichen Oper Stockholm, von 1933 bis 1954 wirkte er zusätzlich als Repetitor dort. Von 1947 bis 1961 wirkte er als Chefdirigent des Malmöer Stadttheaters und des Malmö-Rundfunkorchesters. Gleichzeitig fungierte er als Inspektor der Königlichen Musikakademie Stockholm.
Von 1962 bis 1971 wirkte Sten-Åke Axelson als Musikdirektor an der Universität Lund.
Am 15. Dezember 1960 wurde er zum Mitglied Nr. 692 der Königlich Schwedischen Musikakademie gewählt.